# Ancien immeuble de bureaux de la compagnie Rotterdamsche Verzekering Societeiten
L'ancien immeuble de bureaux de la compagnie Rotterdamsche Verzekering Societeiten est un bâtiment de style moderniste édifié par l'architecte Jos Duijnstee sur le territoire de la commune bruxelloise de Saint-Josse-ten-Noode en Belgique.
L'édifice arbore plusieurs des variations sur le thème des paquebots transatlantiques qui ont valu au modernisme le surnom de style paquebot, comme la tour qui évoque la cheminée d'un paquebot et la hampe de drapeau.

## Localisation
L'ancien immeuble de bureaux de la compagnie RVS se dresse à l'angle de la rue Royale et de la rue Saint-François à Saint-Josse-ten-Noode, plus précisément au numéro 284 de la rue Royale et au numéro 65 de la rue Saint-François,.

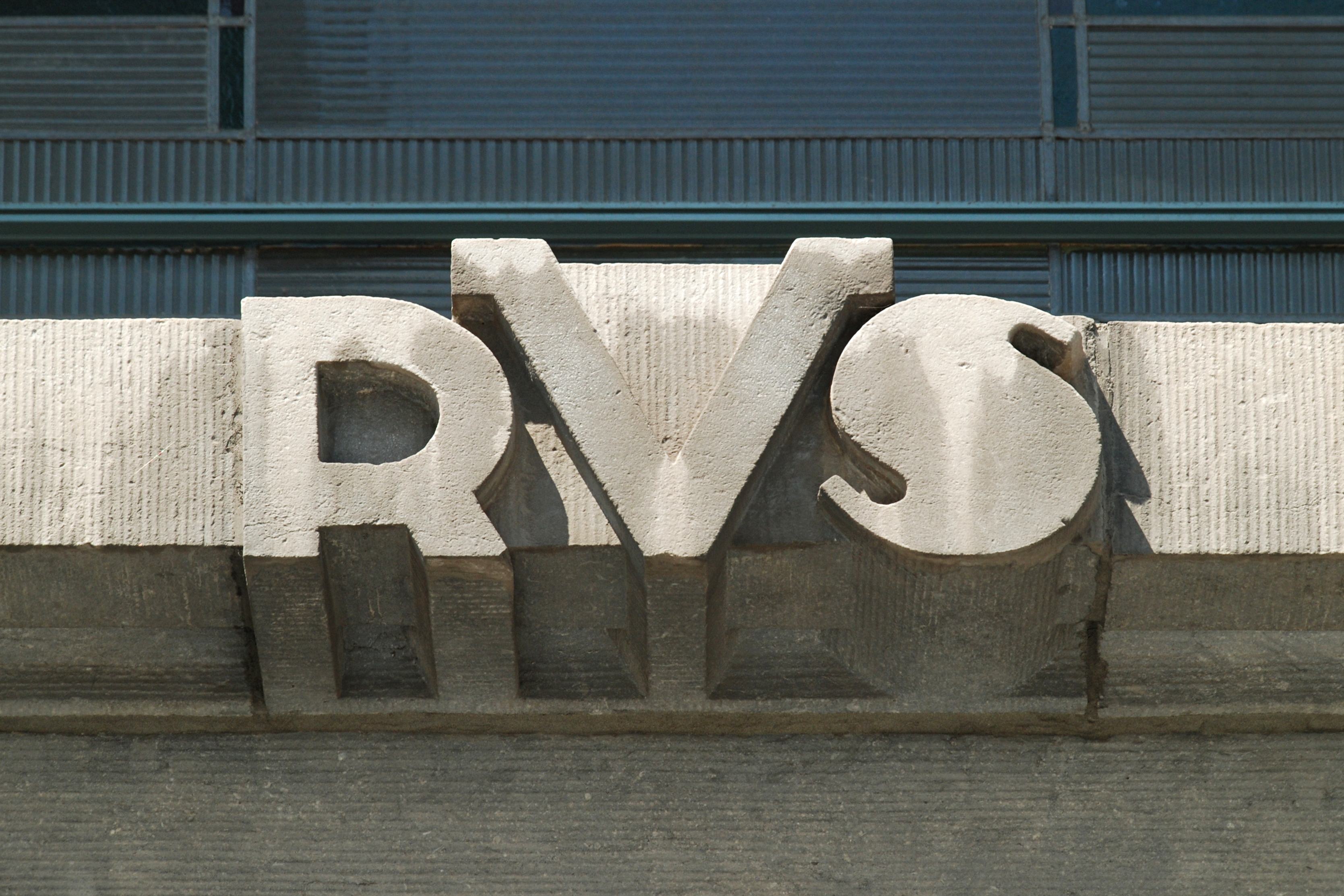
Le logo de la « RVS » au linteau du porche.

## Historique
L'ancien immeuble de bureaux de la compagnie d'assurance néerlandaise Rotterdamsche Verzekering Societeiten (RVS)  se dresse à l'emplacement occupé précédemment par un important hôtel de maître conçu en 1863 par l'architecte Gustave Hansotte, auteur entre autres des Halles de Schaerbeek.
L'immeuble est édifié en trois phases principales, dont les deux premières à la fin des années 1930 et la troisième en 1955. La première campagne de construction mène à l'édification en style moderniste par Jos Duijnstee en 1936 de l'immeuble situé au numéro 65 de la rue Saint-François ; elle est immédiatement suivie de la construction en 1937 du bâtiment principal à l'angle de la rue Royale et de la rue Saint-François, dans le même style et par le même architecte,. L'immeuble est agrandi à l'arrière en 1955, à l'angle de la rue Saint-François et de la rue de la Poste, par un édifice conçu par l'architecte Ch. Van Nueten.

## Statut patrimonial
L'édifice fait l'objet d'un classement au titre des monuments historiques depuis le 8 août 1988 sous la référence 2273-0006/0.

## Architecture

### Façade principale
La façade principale, dirigée vers la rue Royale, est typique du modernisme des années 1930, qui se pare de variations sur le thème des paquebots transatlantiques qui lui vaudront le surnom de style paquebot : tour évoquant la cheminée d'un paquebot, balcons courbes semblables à des bastingages, mâts, hampes de drapeaux, hublots, mouvements de vagues dans la façade, etc. Ici, l'angle de la façade est orné d'une tour évoquant la cheminée d'un paquebot (comparable à celles qui dominent la silhouette de l'Ancienne imprimerie du quotidien Le Peuple, de l'Institut National de Radiodiffusion et de la maison communale d'Evere), surmontée d'une hampe de drapeau.
Le rez-de-chaussée de cette façade comporte un soubassement de pierre bleue (petit granit) et un porche, encadré de deux petites fenêtres, dont le linteau est frappé des lettres « RVS » et dont les montants latéraux arrondis sont ornés de fines bandes de mosaïque de couleur noire, verte et or qui prolongent les ornements de la porte en fer forgé, qui est précédée de quelques marches. À tous les niveaux, de fines mosaïques assurent une décoration discrète.
Le soubassement en pierre bleue porte la signature de l'architecte en bas à droite : « Jos Duijnstee Architecte. ».
Ce rez-de-chaussée est surmonté d'un entresol comportant trois travées, d'un balcon et de trois étages de quatre travées.

Façade principale
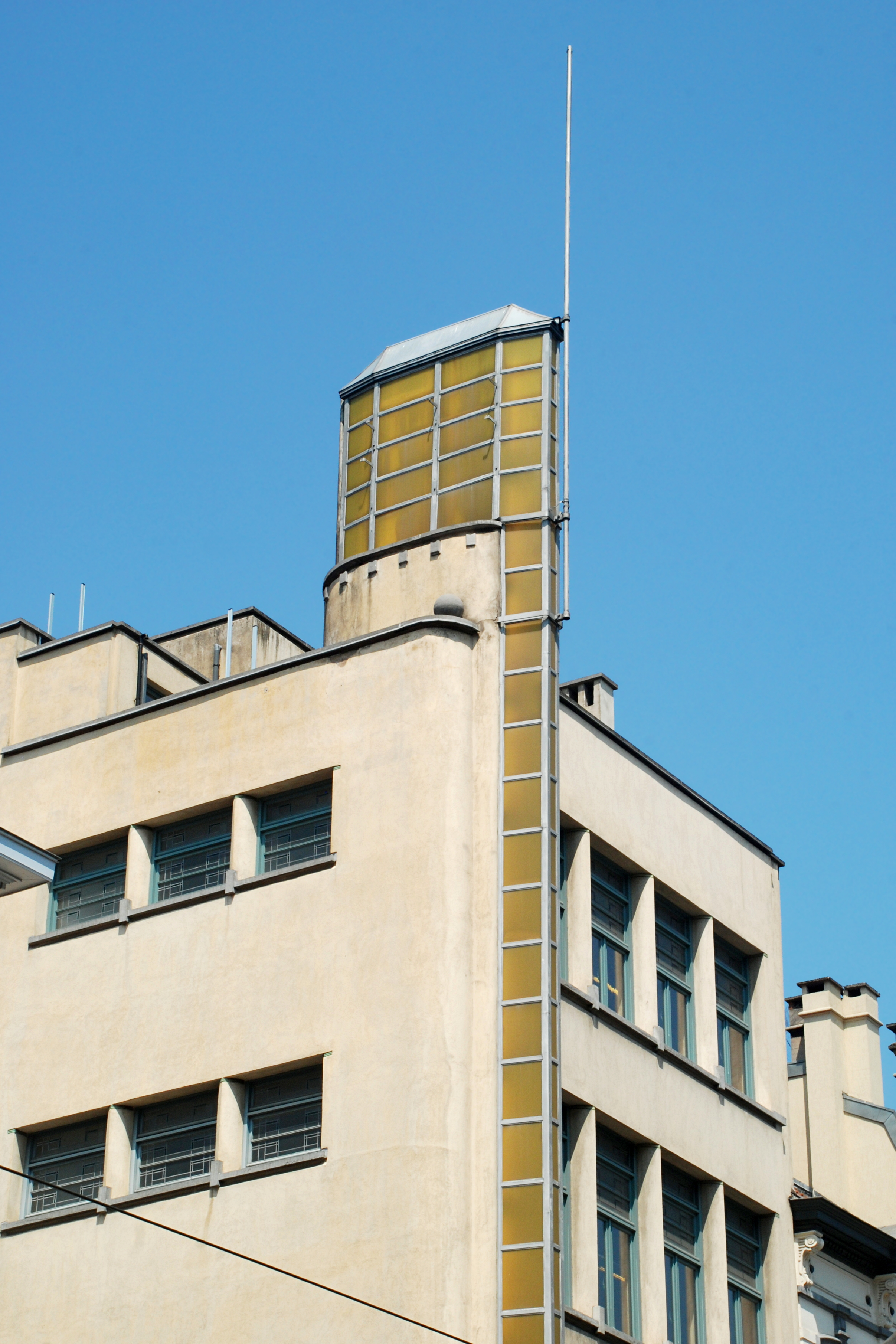
Élément d'angle.
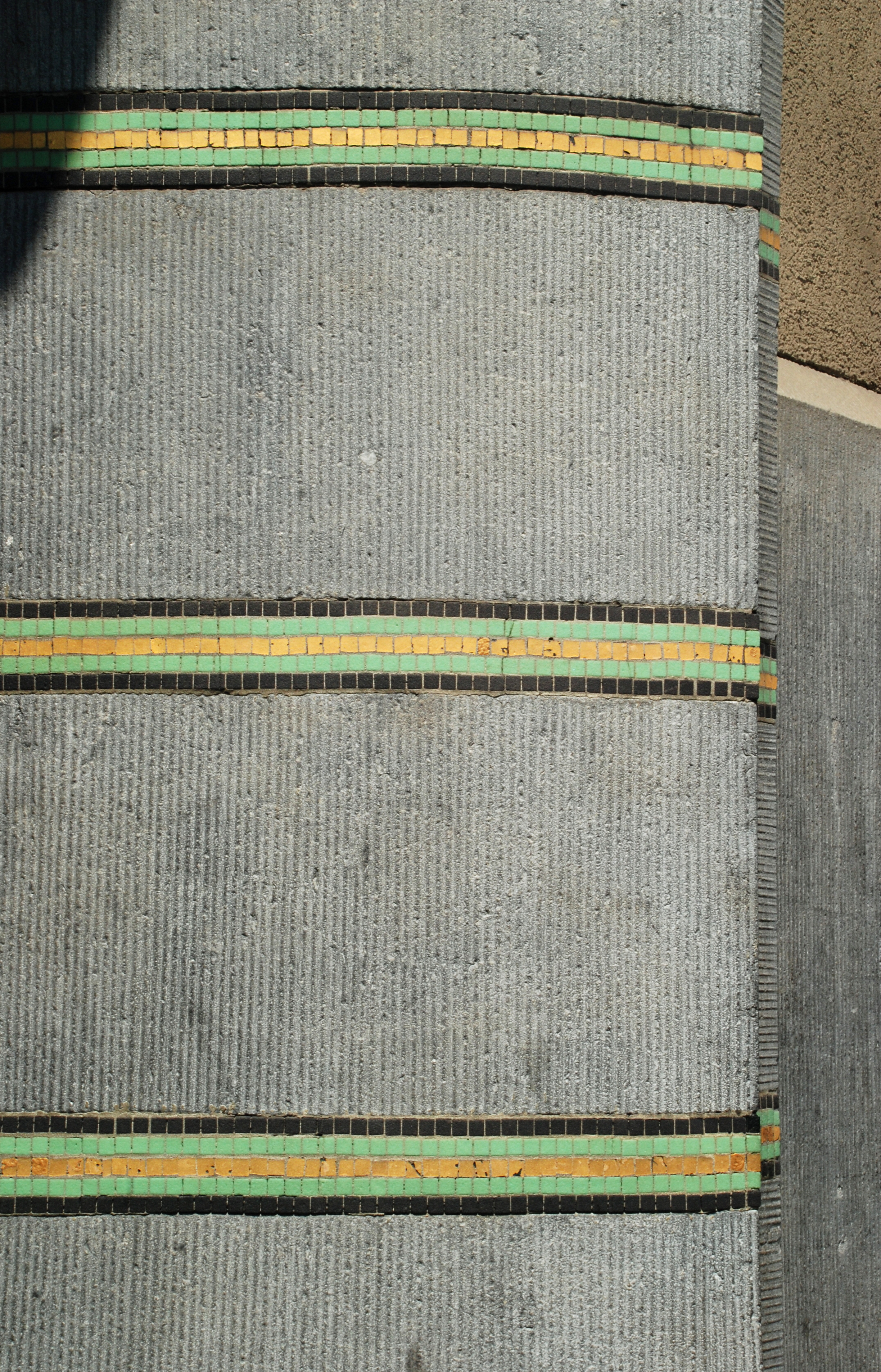
Montant du porche orné de mosaïques.
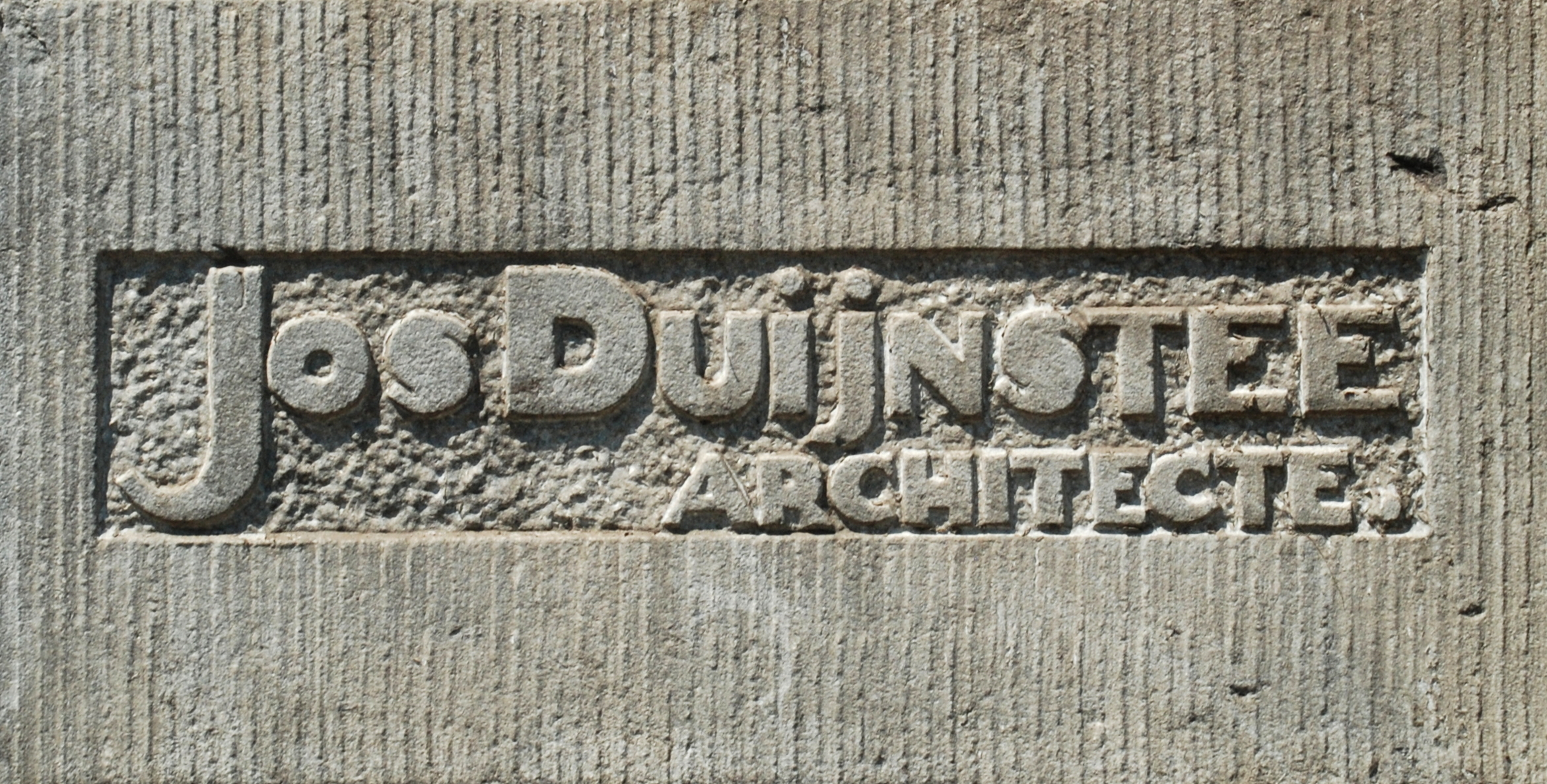
Signature de l'architecte.

### Façade latérale
La façade latérale, disposée le long de la rue Saint-François, comporte trois parties de plus en plus basses, ceci étant dû en partie au fort dénivelé de la voirie.
La première partie, la plus haute, possède un soubassement de pierre bleue qui prolonge celui de la façade principale, puis cinq niveaux de trois travées percés de petites fenêtres dont la dominante horizontale contraste fortement avec l'élan vertical de l'élément d'angle et de la cage d'escalier. Cette cage d'escalier est éclairée par trois hautes fenêtres, découpées verticalement en segments ornés de vitraux sablés et séparées par de hautes colonnes de section triangulaire. Ces colonnes prennent appui sur une base en pierre bleue décorée de liserés de mosaïque de couleur noire, verte et or qui font écho à l'ornementation du porche.
La deuxième partie de cette façade, nettement plus basse et fortement asymétrique, occupe le numéro 65 de la rue Saint-François. La partie de droite, plus haute, est caractérisée aux étages par des séries de petites fenêtres formant des galeries. La partie de gauche, plus basse, présente un seul étage, dont l'encorbellement écrase le rez-de-chaussée. La travée d'entrée fait la liaison entre les deux parties. Ici aussi, à tous les niveaux, des éléments de mosaïque semblables à ceux déjà décrits rehaussent la façade.

Façade latérale
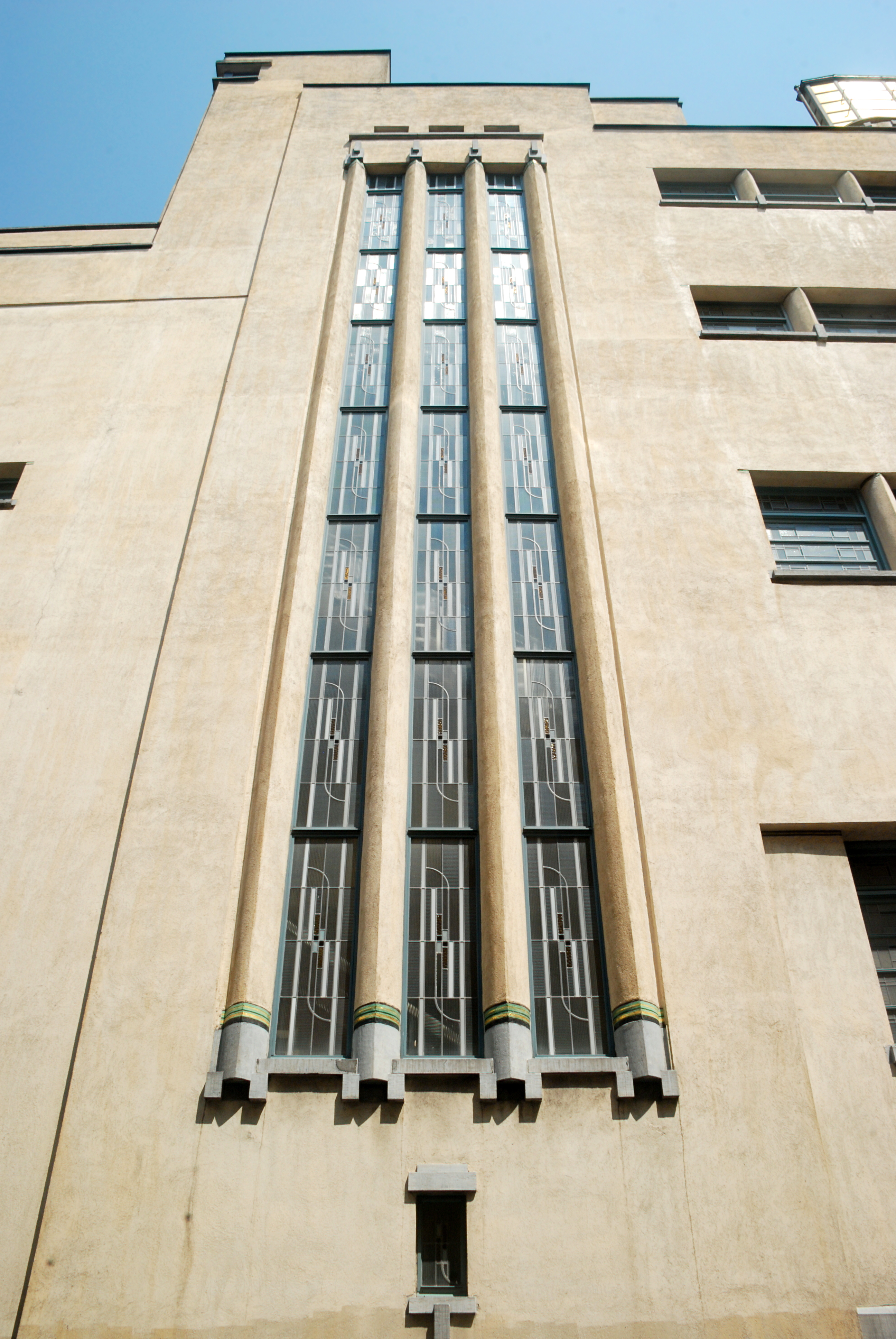
Cage d'escalier.
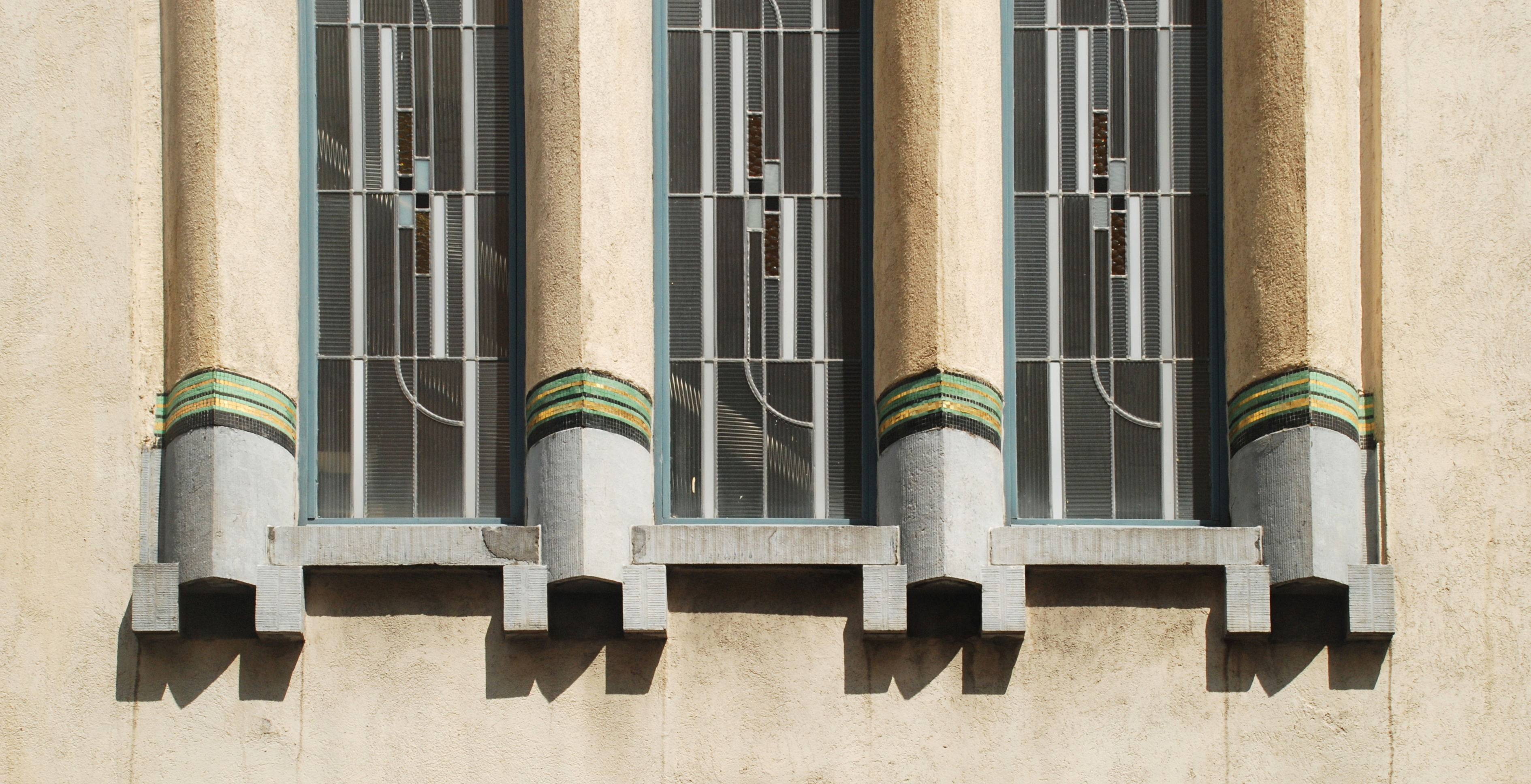
Base en pierre bleue des fenêtres de la cage d'escalier.
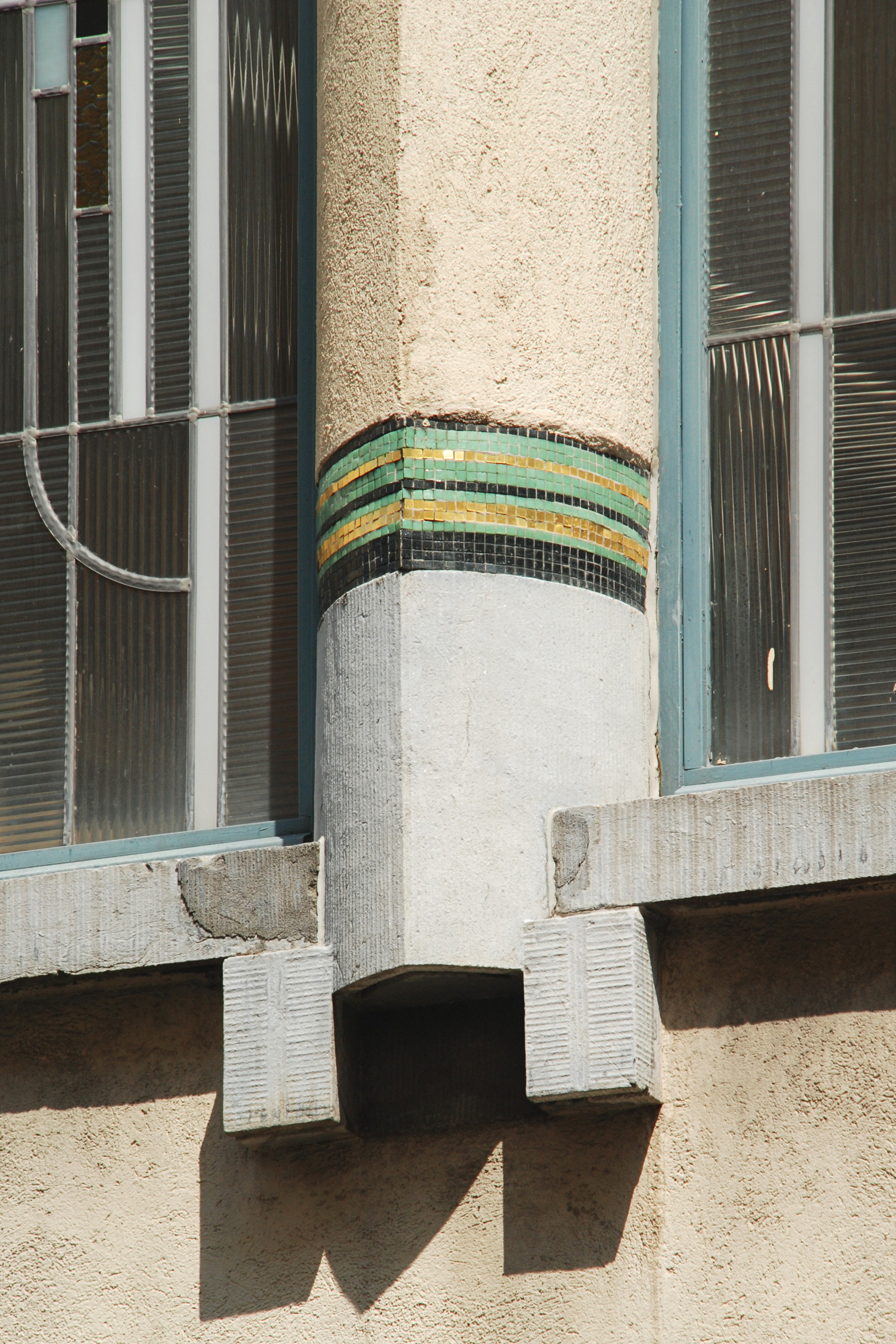
Pierre bleue et mosaïque.
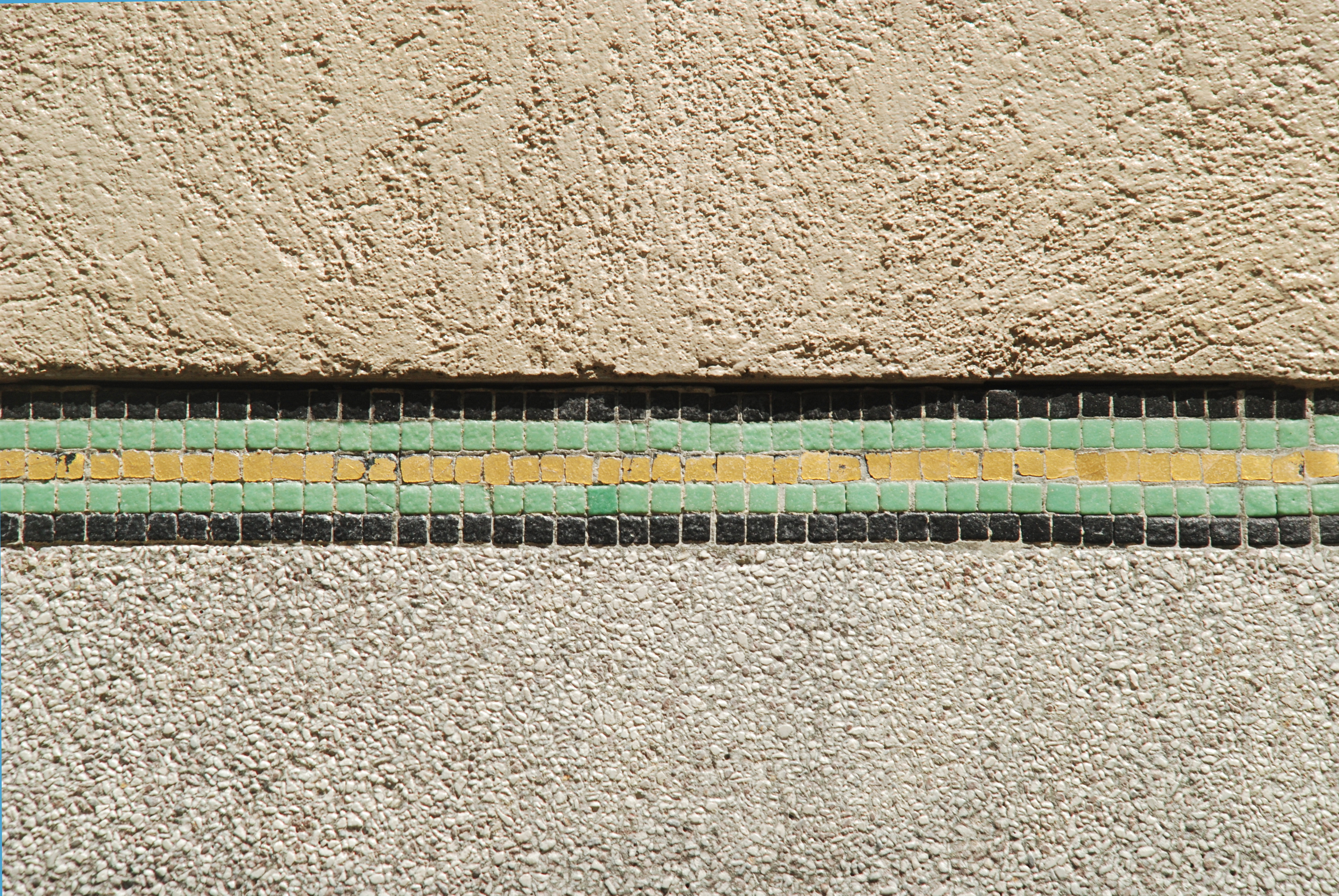
Bandeau de mosaïque.